# Applied Data Research
Applied Data Research est souvent présenté comme « le premier fournisseur de logiciels indépendant », qui a obtenu le 23 avril 1968 le premier brevet délivré pour un programme informatique, un système de tri développé par Martin Goetz.
Cotée en Bourse dès 1965, la compagnie a multiplié sa valeur par 8 dès le début de 1969 et stimule la création d'un vague d'éditeurs de logiciels dans la seconde partie des années 1960, plusieurs d'entre eux s'investissant comme pour que le géant de l'informatique IBM reconnaisse la valeur de leurs produits et les commercialise séparément. Développé pour permettre de créer un diagramme de flux pour d'autres programmes informatiques et ainsi mesurer leur occupation de la machine et leur degré de priorité, son premier logiciel Autoflow a eu un succès important et ce premier brevet demandé dès 1965 visait à éviter qu'IBM ne se l'approprie pour le donner gratuitement à ses clients.
ADR avait été fondée en 1959, sous forme de société de développement sous contrat, avant par la suite de développer une série de ses propres produits, en particulier le célèbre logiciel Autoflow pour la création automatique d'organigrammes, souvent cité comme l'une des premières applications logicielles commerciales, puis vint Roscoe, pour gérer un environnement de soumission de tâches à distance ; et au même moment MetaCOBOL, un processeur de macros extensible pour le langage COBOL ; tandis que sort au même moment, en 1968 The Librarian, pour la gestion du code source des logiciels.

## Débuts en 1959
La société débute dans un petit immeuble de bureaux le long de la route américaine 206 à Princeton Township, dans le New Jersey. Plus tard dans les années 1960, elle part dans un centre de données situé sur la route 206 en face de l'aéroport de Princeton. Ce site sera détruit par un incendie en 1969 lorsqu'un avion léger s'est écrasé à l'approche de l'aéroport, sans aucun blessé grave En 1980, elle déménagera dans des locaux plus loin le long de la route 206, juste au nord de Princeton, à Montgomery Township, dans le New Jersey.
Parmi les premiers clients initiaux d'ADR, Sperry and Rand, RCA, le gouvernement, Bendix, et IBM.

## Développement du logiciel Autoflow
En 1964, la filiale de Radio Corporation of America qui est devenue un important fabricant d’ordinateurs Radio Corporation of America a approché ADR pour écrire un programme de diagramme de flux à fournir aux utilisateurs de son ordinateur RCA 501. Martin Goetz, un ancien d'IBM entre 1958 et 1959, né en 1930, qui fut le premier employé et actionnaire d'ADR, et directeur technique ensuite d'une de ses branches, celle des logiciels, se charge d'écrire ce programme. En 1962, il avait déjà écrit le premier compilateur Cobol, pour RCA qui le donne gratuitement à ses clients.
Autoflow servait pour d'autres programmes informatiques et ainsi mesurer leur occupation de la machine et leur degré de priorité. Le tri des données permis par ce diagramme de flux développé spécialement pour RCA constituait un problème important pour les ordinateurs centraux de l’époque, dont beaucoup utilisaient des bandes magnétiques pour le stockage. Une procédure de tri des données plus efficace pourrait réduire considérablement le temps d’exécution du programme en réduisant le nombre d’opérations de lecture et d’écriture, ainsi que le temps d’attente pour le retour à la bande et c'était tout le but d'Autoflow.
À la même époque, en 1964, Goetz a assisté à une conférence sur les questions de propriété intellectuelle des logiciels. À la suite de cette conférence, il a estimé qu’un algorithme amélioré de tri des données qu’il avait mis au point était brevetable.

## Refus de RCA de payer les25 000 dollars
ADR avait entièrement conçu et écrit Autoflow, le proposant à RCA pour 25 000 dollars. Mais le constructeur a refusé car il a jugé ce montant trop élevé. Martin Goetz a alors choisi de travailler sur une approche différente pour récupérer les 10 000 dollars déjà dépensés pour écrire ce logiciel: le vendre directement aux utilisateurs finaux.
D'autres fabricants d’ordinateurs n'ont pas souhaité non plus payer et Martin Goetz l'a alors commercialisé directement, créant un précédent: le premier logiciel vendu comme produit autonome.
Les entreprises utilisant le RCA 501 à qui il aurait pu vendre directement n'étaient que quelques centaines, soient un marché trop étroit pour ADR qui a prévu d'entrer en Bourse et se tourne très vite vers les clients d'IBM, société dont venait Martin Goetz en arrivant chez ADR en 1959.

## Réaction d'IBM
Les utilisateurs de l’IBM 1401 étaient à l'époque beaucoup plus nombreux. ADR a donc réécrit pour cet ordinateur et l'a proposé aux clients d'IBM. En 1965, bien que la série de l'IBM 360 ait été annoncé, il y avait encore des milliers d’IBM 1401s et 1410s en usage et le marché informatique était mûr pour un système de flowcharting tel que le logiciel Autoflow, selon le témoignage de Luanne Johnson. Un autre logiciel sera dédié un peu plus tard à la série de l'IBM 360.
Autoflow a rapidement un concurrent, sous la forme d'un logiciel jugé très inférieur d’IBM, dont la politique de prix et les promesses d’améliorations futures ont découragé les clients d'acheter Autoflow, "une des raisons pour lesquelles" ADR a demandé dès 1965 et obtenu trois ans après un brevet, en avril 1968. Autoflow était capable de tracer la séquence logique des logiciels existants, simplifiant la conception des logiciels pour compléter ceux déjà utilisés sur les machines IBM.
ADR a eu alors "des discussions avec IBM", pour évoquer sa "difficulté à commercialiser Autoflow" mais surtout avec le ministère de la Justice au sujet des pratiques d'IBM et ce dès l'année 1967.

## Brevet du logiciel Autoflow
Martin Goetz, salarié d'Applied Data Research, est le premier développeur de l'histoire à déposer un brevet pour un logiciel, en avril 1965. Il s'agit pour lui, lors de ce dépôt de se protéger d'IBM. L’avocat qui a travaillé sur les brevets, était expert  en propriété intellectuelle. Il a expliqué qu'il y avait une autre solution, le louer aux constructeurs, ce qui les empêchait de le céder gratuitement à leurs clients, option utilisée plus tard, en particulier avec IBM.
Trois ans après, ce logiciel est reconnu par un brevet officiel, le 23 avril 1968Computerworld Magazine reported the news as: "First Patent is Issued for Software, Full Implications Are Not Yet Known.", année où ADR fait d’importants investissements dans de nouveaux logiciels.
En mai 1966, c'est l'entrée en Bourse, à son tour, d'Informatics General et son logiciel Mark IV, au prix de 7,50 dollars par action, qui a rapporté 3,5 millions de dollars, la troisième société de logiciels à avoir des actions émises en Bourse, sur le marché OTC. Elle avait 300 salariés et un chiffre d’affaires de 4,5 millions de dollars, soit 3 à 4 % du marché total des logiciels personnalisés. Son price-earnings ratio monte de 25 à 200 à la mi-1968 puis 600 au début de 1969 malgré une rentabilité insignifiante.
Le 23 avril 1968: le premier brevet logiciel de l'histoire est accordé à Applied Data Research, un des premiers éditeurs de logiciels indépendant. 
Dans une newsletter mensuelle publiée depuis le milieu des années 1960 par IDC,
Pat McGovern, du journal Computerworld donne en 1967 une liste des sociétés spécialisées dans le logiciel qui sont déjà 10 à 15 et dont le nombre et les initiatives vont augmenter quand IBM en décembre 1968 annonce comme prévu qu'il va facturer ses logiciels séparément, sous la pression du gouvernement qui début janvier lance une action antitrust contre lui.
Larry Welke fonde au cours de cette même année ICP (International Computer Programs), catalogue de logiciels vendu sur abonnements qu'il transformera en des publications financées par la publicité au début des années 1970.

## Entrée en Bourse de 1965
ADR est la deuxième entreprise de logiciel de l'histoire à réaliser une entrée en Bourse en 1965, un mode de financement particulièrement adapté à ce secteur, cinq ans après Computer Usage Company, fondée en 1955 par George R. Trimble, un ancien responsable de l'informatisation sur IBM de la gestion du traffic pour la Federal Aviation Administration, qui dès avril 1960 avait fait son entrée en Bourse, pour se développer avec un effectif de trois gestionnaires, 37 mathématiciens, 6 physiciens et 3 ingénieurs et qui en 1967 employait plus de 700 personnes dans 12 bureaux, générant plus de 13 millions de dollars de ventes, avec un bureau à Dallas, pour travailler sur un contrat avec Texas Instruments.
L'entrée en Bourse d'ADR a lieu elle la même année que la demande de brevet du logiciel Autoflow, au prix de 5 dollars l'action. Au cours des trois années qui suivent, la valeur de l'action est multipliée par cinq car ce logiciel génère des revenus significatifs dès 1966. La société est alors suivie de très près par les
analystes financiers et leur consacre du temps.
En 1968, ADR a levé une somme considérable d’argent grâce à une augmentation de capital au moment où son action estt montée à 25 dollars, investie dans le développement de nouveaux produits, ayant obtenu une bonne partie de la trésorerie nécessaire, ce qui lui a permis de conserver un flux de trésorerie négatif dans l'attente de la hausse de son chiffre d'affaires, démarche qui lui a permis de "capitaliser son logiciel", selon Martin Goetz, alors que son flux de trésorerie était "très mauvais", mais amené à s'améliorer grâce aux trois logiciels dans lesquels ADR investissit alors massivement.
Un troisième éditeur de logiciels, Advanced Computer Techniques, fondé à New York  en avril 1962 par Charles P. Lecht entre en bourse en 1967 grâce à une petite banque spécialisée dans la technologie, Faulkner, Dawkins & Sullivan, et selon le The New York Times son action triple de valeur au cours du premier jour de cotation, alors que ses revenus resteront pourtant entre 2 et 3 millions de dollars entre 1968-1970, l'enougement boursier témoignant d'un énorme intérêt des investisseurs pour la technologie.
ADR obtient une victoire peu après, quand une future facturation séparée du " hardware " et du " software " est annoncée par IBM en décembre 1968, qui échoue à enrayer la plainte du gouvernement américain, ADR lançant à son tour le 22 avril 1969  un procès "de principe" visant à obtenir d'IBM le passage aux actes, suivi par Programmatics, un autre éditeur, le 21 mai. Le bâtiment d'ADR brûle après la chute d'un avion en 1969 et la société s'en sert pour une publicité pour son logiciel "Librarian", entré en développement en 1968,, qui a permis de conserver les codes sources disparus dans l'incendie.
En 1970, les ventes d'ADR sont d'environ 10 ou 12 millions de dollars par an dont 40% à 50% en services mais la tension est à son comble avec le concurrent IBM.

## Effondrement boursier
Mais à la fin de la décennie, l'industrie mondiale du logiciel souffre de graves pénuries de main d'œuvre qualifiée. Dans la seconde partie de la décennie, il y avait déjà 40 à 50 sociétés dans le secteur mais souvent petites, sans capacité à organiser la formation et la promotion de leurs personnels et près de 300 cabinets spécialisés encore plus petits, avec souvent seulement 2 à 3 consultants.
De plus, la puissance d'IBM rend la tâche beaucoup plus difficile à ADR. Son action qui vaut 40 dollars au début en 1969, lui donnant une capitalisation boursière proche de 60 millions de dollars, tombe à 3 ou 4 dollars en 1970 et 1971, malgré la transaction obtenue avec IBM en 1970, puis en 1973 ne vaut plus qu'un dollar, après le premier choc pétrolier et la désaffection des analystes à partir de 1972. Les actions des autres éditeurs de logiciels chutent aussi et beaucoup d’entre eux ont fait faillite. Martin Goetz décide cependant de racheter des actions sur le marché boursier.
En 1970, ses produits avaient pourtant plus de 2000 utilisateurs, mais cela générait aussi des coûts. Au début des années 1970, la société avait ouvert 30 bureaux de vente et d’assistance aux États-Unis et en Europe.
En août 1970, ADR et Programmatics, une filiale à 100 % d'ADR, avaient signé un règlement à l'amiable de 1,4 million de dollars avec IBM pour être dédommagés. IBM a également accepté un contrat pour acheter et revendre Autoflow, ce qui représentait un potentiel de revenus supplémentaire de 600 000 dollars par an pour ADR,.
Programmatics avait elle aussi développé un programme de tri surclassant celui fourni par IBM à ses clients, qui avait réagi en annonçant la sortie prochaine d'un nouveau programme de tri, qui tarda en fait quinze mois à voir le jour, mais dont l'annonce mit Programmatics dans de telles difficultés qu'ADR avait dû la racheter et vendre en partie Pisort sous son nom dans les publicités dès l'été 1969.

## Procès contre IBM
ADR a intenté en avril 1969 à IBM un procès devant la Cour fédérale, l'accusant de « retarder la croissance de l'industrie indépendante du logiciel » et de « monopoliser l'industrie du logiciel », annoncée en décembre 1968. C'était trois mois après la décision de administration du président démocrate Lyndon Johnson de lancer elle aussi une procédure contre IBM, prise à la mi-janvier 1969, quelques jours avant l'investiture officielle, de son successeur républicain. ADR demande à la justice de formuler à IBM une interdiction de commercialiser le produit contesté mais elle refuse.
ADR a obtenu immédiatement le soutien enthousiaste de l'Association of Data Processing Service Organizations (ADAPSO), fondée en 1962, qui avait dès 1965 expliqué que la possibilité de breveter des innovations logicielles était essentielle pour que les PME puissent réussir sur le marché face aux grandes entreprises, susceptibles d'imiter un produit et le présenter comme un ajout gratuit à leurs autres offres
Une Software Industry Association est créée en 1972 avec 7 ou 8 éditeurs et l'aide de l'ADAPSO. Elle réclame une scission "horizontale"  d'IBM, afin de regrouper toutes les activités logicielles d'IBM dans une société distincte, pour l'empêcher de faire pression sur les clients pour un choix ou un autre de logiciel,,.

## Produits lancés ultérieurement

### Logiciel The Librarian
Un logiciel populaire fut The Librarian, système de contrôle de version pour les systèmes d'exploitation mainframe IBM. En 1978, il a été signalé que The Librarian était utilisé dans plus de 3 000 sites ;  une décennie plus tard, ce nombre avait doublé.

### Roscoe
Commercialisé à l'origine sous le nom de Roscoe (Remote OS Conversational Operating Environment) est en 1968 destiné aux mainframes IBM Il s'agit d'un éditeur de texte et fournit également certaines fonctionnalités du système d'exploitation telles que la possibilité de soumettre des travaux par lots similaires à ISPF.
La capacité à prendre en charge plus de 200 utilisateurs actifs simultanés tout en conservant une faible surcharge est basée sur une architecture à espace d'adressage unique.[Information douteuse]

### Bases de données Datacom/DB et langage IDEAL

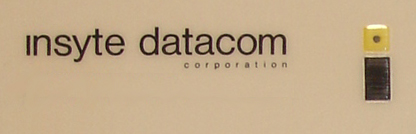
Logo d'Insyte Datacom

ADR a ensuite acheté le système de gestion de base de données Datacom/DB d'Insyte Datacom et a développé le produit compagnon, IDEAL (Interactive Development Environment for an Application's Life), un langage de programmation de quatrième génération.

## Litige avec l'allemand Nixdorf-Computer
ADR a accordé une licence pour DATACOM/DB à TCSC, une société qui vendait des versions modifiées des systèmes d'exploitation DOS/360 et DOS/VS d'IBM, connus sous le nom d'Edos. Lorsque Nixdorf Computer a acheté TCSC en 1980, Nixdorf a cherché à poursuivre l'accord de licence ; ADR et NCSC ont intenté une action en justice pour savoir si l'accord de licence avait été résilié par l'acquisition. ADR et Nixdorf ont conclu un accord à l'amiable en 1981, selon lequel Nixdorf pourrait continuer à revendre les produits d'ADR.

## Deux rachats successifs en 1986 et 1988
ADR a été vendue à Ameritech en 1986, qui en a fait une filiale. Deux ans après, en 1988, Ameritech a revendu ADR à Computer Associates, qui
avait la réputation de procéder à des licenciements massifs au sein des entreprises rachetées et ce fut le cas chez ADR, où 200 employés de l'usine de Montgomery furent licenciés le matin du 19 octobre 1988.
Computer Associates a ensuite intégré ADR dans sa division "Produits Systèmes" et sa nouvelle division "Produits d'Information". Roscoe a été commercialisé sous le nom de CA-Roscoe, et The Librarian est devenu connu sous le nom de CA Librarian.